# 德拉比夫齊
49°46′48″N 32°2′1″E / 49.78000°N 32.03361°E
德拉比夫齊（烏克蘭語：Драбівці）是位於烏克蘭中部的村莊，由切爾卡瑟州佐洛托諾沙區的伊爾克利伊夫市鎮負責管轄。該村始建於十七世紀，面積4.22平方公里，海拔高度122米，2001年人口697，人口密度每平方公里165.1人。